# Braunbart-Buschammer
Die Braunbart-Buschammer (Atlapetes fulviceps) ist eine Vogelart aus der Familie der Neuweltammern (Passerellidae). Das Verbreitungsgebiet der Art ist auf die Länder Argentinien und Bolivien beschränkt. Der Bestand wird von der IUCN als nicht gefährdet (Least Concern) eingeschätzt.

## Merkmale

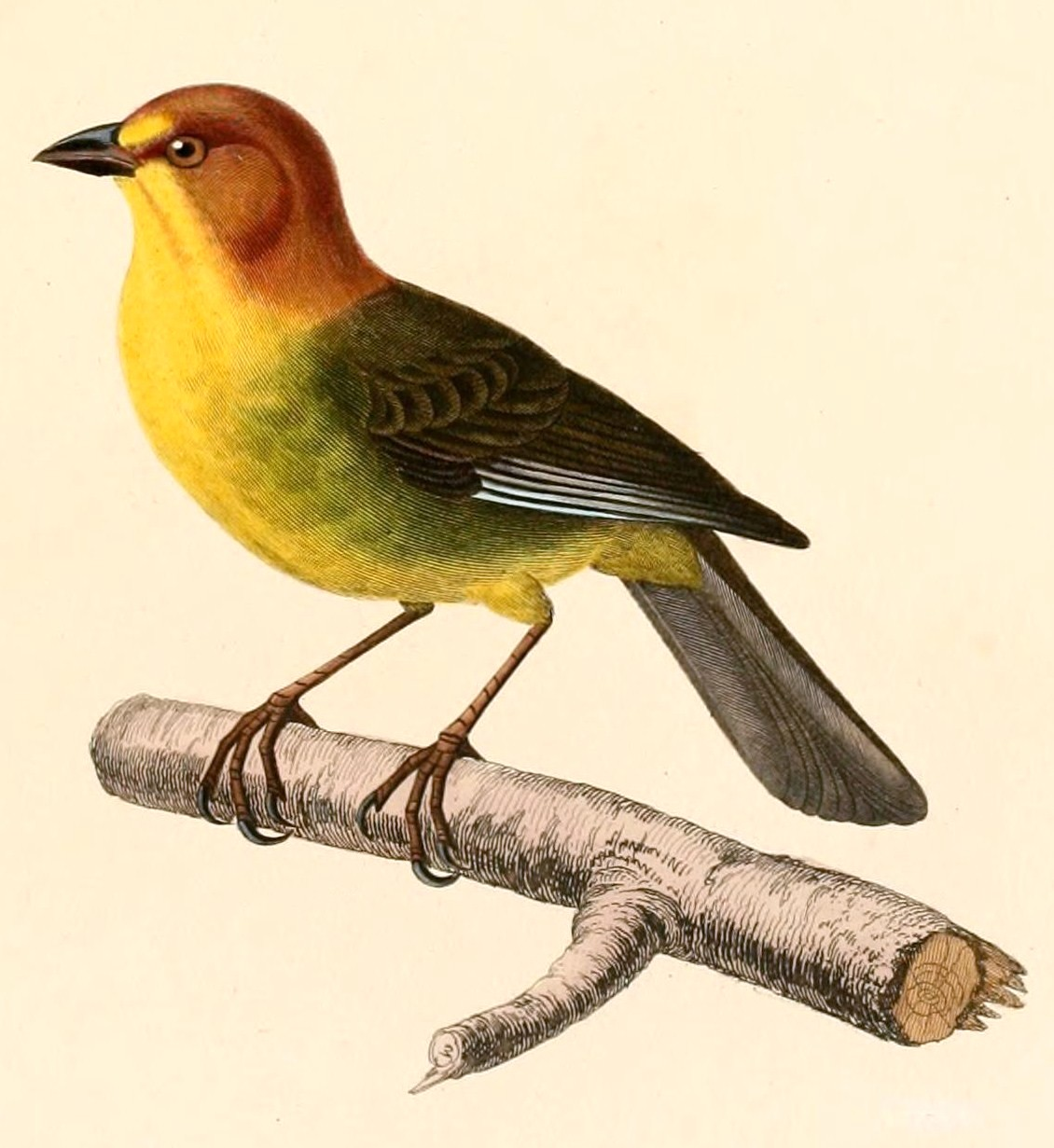
Braunbart-Buschammer, Illustration

Die Braunbart-Buschammer erreicht eine Körperlänge von etwa 15 Zentimetern. Die Kopfseite, die Krone und der Nacken sind rötlich braun. Der Rücken, die Flügel und der abgestufte Schwanz sind dunkel oliv. Hiervon heben sich der gelbe Zügel und Bartstrich farblich deutlich ab. Der Strich unter den Wangen ist beim Weibchen rötlich braun und beim Männchen schwärzlich gefärbt. Die gelbe Unterseite weist an Brust und den Seiten olive Farbtöne auf.

## Verbreitung und Lebensraum

Verbreitungsgebiet der Braunbart-Buschammer (grün)

Sie bewegen sich in halbfeuchten Zonen in den Stratifikationsschichten von Boden bis circa 3 Meter hohen Sträuchern und Bäumen in Höhen zwischen 1850 und 3150 Metern. Im Winter migrieren sie in tiefere Lagen bis circa 400 Meter. So bevorzugen sie offenes Gelände mit Sekundärvegetation und Baumgruppen in bewaldeten Tälern. Oft sieht man sie in der Nähe von fließendem Gewässer. Hin und wieder steigen sie auf bis in die Polylepis-Wälder. Ihr Verbreitungsgebiet erstreckt sich in Bolivien auf die Departamentos La Paz, Cochabamba, den Westen von Santa Cruz, Chuquisaca und Tarija. Laut Zählungen von BirdLife International wurden sie im biologischen Schutzgebiet Cordillera de Sama, im Nationalen Faunen- and Florenschutzgebiet Tariquía und im Nationalpark Tunari erfasst. In Argentinien kommen sie im Nordwesten in den Provinzen Jujuy, Salta und Tucumán vor.

## Verhalten
Man sieht die Braunbart-Buschammern meist in Paaren. Sie suchen in dichtem Gestrüpp, auf moosbewachsenen Stämmen oder dicken Zweigen nach Samen und Insekten. Manchmal klettern sie mit dem Kopf nach unten herum. Es kann zwar vorkommen, dass man sie auf dem Boden sieht, doch ist dies eher selten. Sobald sie Gefahr wittern zucken mit dem Schwanz und zwitschern ein alarmierendes pi ziue. Sonst ist ihr Gesang ein wiederholendes dünnes zit. In Jujuy brüten sie im Januar.

## Etymologie und Forschungsgeschichte
Die Erstbeschreibung des Rotschopfkotinga erfolgte 1837 durch Alcide Dessalines d’Orbigny und Frédéric de Lafresnaye  unter dem Namen Emberiza fulviceps. Das Typusexemplar stammte aus der Provinz Ayopaya. Es war 1831 Johann Georg Wagler der die Gattung Atlapetes einführte. Das Wort setzt sich aus atla für den Titan Atlas, dessen Name Träger, Dulder bedeutet und petes vom griechischen petros für der Fels zusammen. Atlas trug in der antiken Mythologie das Himmelsgewölbe auf seinen Schultern. Der Artepitheton ist ein lateinisches Wortgebilde aus fulvus für gelbbraun und -ceps, caput, capitis für -köpfig, Kopf.